# Campylocentrum parahybunense
Campylocentrum parahybunense es una especie de orquídea epifita originaria de Sudamérica.

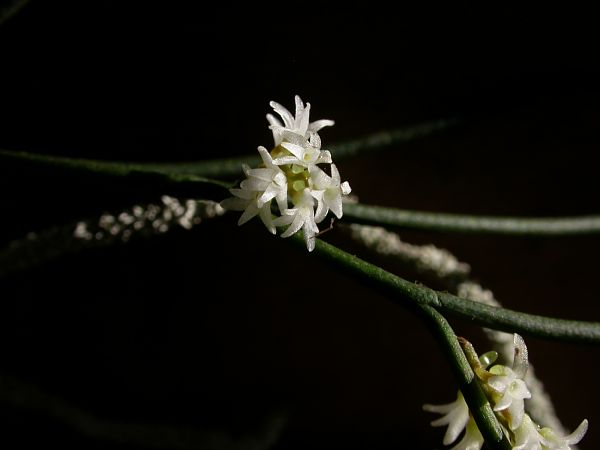
Vista de la planta

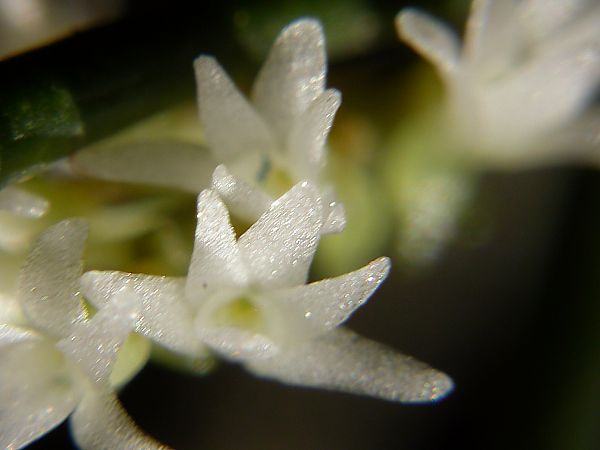
Detalle de la flor

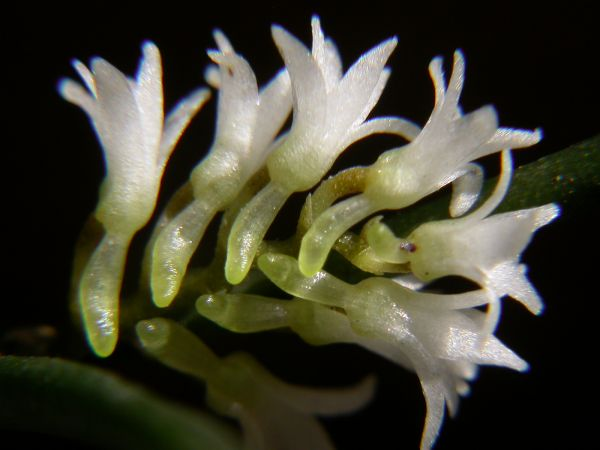
Inflorescencia

## Descripción
Es una orquídea de hábitos epífitas, monopodial con tallo muy ramificado y hojas cilíndricas alargadas, cuyas inflorescencias brotan de la base del tallo en el nodo opuesto de la hoja. Las flores son pequeñas, blancas, los sépalos y pétalos libres, y nectario en la parte posterior del labio. Pertenece a la especie de la sección Campylocentrum con largas y robustas hojas cilíndricas.

## Distribución y hábitat
Se encuentra en el sur y sudeste de Brasil.

## Taxonomía
Campylocentrum parahybunense fue descrita por (Barb.Rodr.) Rolfe y publicado en Orchid Review 11: 246. 1903.
Etimología
Campylocentrum: nombre genérico que deriva de la latinización de dos palabras griegas: καμπύλος (Kampyle), que significa "torcido" y κέντρον, que significa "punta" o "picar", refiriéndose al espolón que existe en el borde de las flores.
parahybunense: epíteto geográfico que alude a su localización en Paraibuna una ciudad en el estado de Sao Paulo en la Serra do Mar.
Sinonimia
- Aeranthes parahybunensis Barb.Rodr.
- Campylocentrum parahybunense var. gracile Cogn.	[2][5][6]